# Pogonyipuszta megállóhely
Pogonyipuszta megállóhely egy Borsod-Abaúj-Zemplén vármegyei vasúti megállóhely a MÁV üzemeltetésében. Közigazgatásilag Serényfalva területén helyezkedik el, de nagyon közel a község déli határához, jóval közelebb a névadójához, a szomszédos Hét település Pogonypuszta-Soldostelep településrészéhez. Közúti elérését a 26-os főútból kiágazó 25 125-ös számú mellékút teszi lehetővé.
A személyforgalom 2020. december 12-én átmenetileg megszűnt a megállóhelyen, a vonatok a következő hónapokban megállás nélkül áthaladtak, helyettük autóbuszok közlekedtek, csatlakozást biztosítva a vonatokra Putnok állomáson. 2021. április 11-étől napi 2 pár vonat újra megáll itt.

## Vasútvonalak
A megállóhelyet az alábbi vasútvonalak érintik:
- Miskolc–Bánréve–Ózd-vasútvonal

## Kapcsolódó állomások
A megállóhelyhez az alábbi állomások vannak a legközelebb:
- Putnok vasútállomás (Miskolc–Bánréve–Ózd-vasútvonal)
- Bánréve vasútállomás (Miskolc–Bánréve–Ózd-vasútvonal)

## Megközelítés tömegközlekedéssel
- Helyközi busz:  3773, 4063, 4104, 4140, 4145

## Forgalom
| Járat        | Útvonal | Gyakoriság |
| ------------ | --- | ---------- |
| személyvonat | Miskolc-Tiszai – Miskolc-Gömöri – Sajóecseg – Sajószentpéter – Kazincbarcika alsó – Kazincbarcika – Sajókaza – Vadna – Dubicsány – Putnok – Pogonyipuszta – Bánréve – Bánrévei Vízmű – Ózd alsó – Ózd | Napi 2 pár |